# Zespół Happle’a-Tinschert
Zespół Happle’a-Tinscherta (ang. Happle-Tinschert Syndrome) – rzadki zespół wad wrodzonych, opisany przez Rudolfa Happle’a i Sigrid Tinschert w 2008 roku. W tym samym roku Itin zaproponował nazwę „Happle-Tinschert Syndrome” na określenie nowej jednostki chorobowej.
Na fenotyp zespołu składają się segmentalnie rozmieszczone hamartomatyczne zmiany skórne, przebiegające równolegle do linii Blaschko, polidaktylia i hipoplastyczne zęby szczęki, także inne wady kości i mózgowia. U jednego pacjenta rozwinął się rdzeniak.